# Finlay Bealham

a Compétitions nationales et continentales officielles uniquement.

b Matchs officiels uniquement.
Dernière mise à jour le 30 juillet 2025.
Finlay Bealham, né le 9 octobre 1991 à Canberra (Australie), est un joueur international irlandais de rugby à XV d'origine australienne. Il joue au poste de pilier et évolue pour le Connacht en United Rugby Championship depuis 2014.

## Biographie

### Jeunesse et formation
Finlay Bealham naît à Canberra en Australie, il grandit là-bas et étudie au St Edmund's College (en) situé dans la ville. Durant sa jeunesse, il pratique tout d'abord le rugby à XIII avant de se concentrer uniquement sur le rugby à XV à partir de 16 ans.
Malgré le fait qu'il ait été retenu dans les sélections australiennes jeunes et qu'il ait représenté l'équipe réserve des Brumbies, ces derniers ne l'ont pas retenu dans leur académie, Bealham a donc préféré partir en Irlande pour lancer sa carrière professionnelle.
Ce choix de rejoindre l'Irlande est justifié par le fait que sa grand-mère maternelle est originaire d'Enniskillen en Irlande du Nord, ce qui le rend potentiellement éligible pour une sélection avec l'équipe d'Irlande. Il effectue donc des essais avec l'équipe d'Irlande des moins de 20 ans, puis rejoint l'Ulster et l'équipe des Belfast Harlequins pendant un certain temps. Puis finalement, après le Championnat du monde junior 2011, il est contacté par Nigel Carolan pour rejoindre l'académie du Connacht Rugby, ainsi que l'équipe des Galway Corinthians.

### Carrière professionnelle au Connacht
Finlay Bealham commence donc sa carrière professionnelle dans la province du Connacht, évoluant en Pro12, il joue notamment son premier match professionnel, en tant que remplaçant, le 23 février 2014 lors d'une victoire contre les Zebre, il dispute cinq autres rencontres cette saison.
En avril 2014, il signe son premier contrat professionnel avec le Connacht jusqu'à l'été 2015, il devient donc un membre permanent de l'équipe professionnelle.
Pendant la saison 2014-2015, il est plutôt placé au poste de pilier gauche depuis le début de sa carrière professionnelle, il est finalement positionné au poste de pilier droit définitivement par l'entraîneur des avants du Connacht Dan McFarland (en). De ce fait, il augmente considérablement son temps de jeu et dispute 19 matchs cette saison. Il joue notamment son premier match en Challenge européen contre Bayonne le 6 décembre 2014, la semaine suivante il commence pour la première fois un match contre ce même adversaire. Deux semaines plus tard, il joue son premier match en tant que titulaire en Pro12 lors d'une défaite à l'extérieur contre l'Ulster. En fin de saison, il joue également un match de barrage comptant pour la qualification en Coupe d'Europe 2015-2016 contre Gloucester, mais Bealham et son équipe s'inclinent 40-32 en prolongations et échouent à se qualifier pour la Coupe d'Europe, ils sont donc reversés en Challenge européen 2015-2016. Durant la saison, il signe un nouveau contrat de deux ans le liant au Connacht jusqu'à l'été 2017.
Bealham est l'un des joueurs clés du Connacht lors de la saison 2015-2016, il prend notamment part aux 31 rencontres que dispute la province en Pro12 et Challenge européen. Il est titularisé treize fois et inscrit son premier essai contre le Munster le 16 avril 2016. Il devient le titulaire au poste de pilier droit en fin de saison, il joue donc, le 28 mai, la finale du Pro12 que le Connacht remporte 20-10 contre le Leinster, c'est le premier trophée majeur de la province en 121 ans d'histoire.
Au début de la saison 2016-2017, il signe une nouvelle prolongation de contrat jusqu'en 2019. Avec la retraite de Nathan White, il devient le premier choix du club au poste de pilier droit. Il dispute vingt-six rencontres dont dix-neuf en tant que titulaire durant cette saison. Il prend notamment part à ses premiers matchs de Coupe d'Europe.
La saison suivante, il continue d'être un joueur important de l'effectif du Connacht et dispute même son 100e match avec la province, le 16 février 2018 contre les Zebre. En octobre 2018, il prolonge une nouvelle fois avec sa province, jusqu'à la fin de la saison 2020-2021.
Les saisons suivantes, il reste un joueur clé de la province, mais son temps de jeu devient moins important car il est régulièrement sélectionné par l'équipe d'Irlande.
Lors de la 4e journée de la Challenge Cup 2022-2023, il est titularisé pour une rencontre chez les Newcastle Falcons, il inscrit le premier triplé de sa carrière mais ne peut empêcher la défaite 35-21 de son équipe. Toutefois, la province irlandaise se qualifie pour la suite de la compétition. Après une blessure contractée avec l'équipe d'Irlande, il manque deux mois de compétition entre février et avril, il fait ensuite son retour pour la fin de saison du Connacht où ils réalisent une bonne fin de saison mais se font éliminer en demi-finale du United Rugby Championship,. Cette saison-là, il dispute quinze rencontres et inscrit six essais. Il est notamment nommé dans l'équipe-type de l'URC en fin de saison.
Fin octobre 2023, il est annoncé qu'il signe une prolongation de contrat, le liant désormais jusqu'en 2026 avec sa province.

### En équipe nationale
Finlay Bealham est tout d'abord sélectionné par l'équipe d'Australie scolaire (en) en 2009, il joue notamment avec l'équipe A contre les Tonga et la Nouvelle-Zélande (en).
Il prend conscience qu'il peut jouer avec l'Irlande avec ses origines irlandaises, après avoir été impliqué dans le programme des Irish Exiles. Il fait finalement ses débuts avec l'équipe d'Irlande des moins de 20 ans contre l'Italie lors du Tournoi des Six Nations des moins de 20 ans 2011, il est également retenu pour le Championnat du monde junior la même année.
En janvier 2016, il est appelé dans le groupe de l'Irlande pour disputer le Tournoi des Six Nations 2016 car Martin Moore s'est blessé. Après la blessure de Cian Healy, il a l'occasion de jouer son premier match avec l'Irlande contre l'Italie lors de la quatrième journée du Tournoi, il entre donc en jeu, en remplaçant Jack McGrath, à la 65e minute. L'été suivant, il est sélectionné pour participer à la tournée en Afrique du Sud. Il prend part aux trois rencontres, mais ne rentre qu'une seule fois en jeu, en remplaçant Tadhg Furlong lors du deuxième test. Il est également sélectionné pour les tests d'automne et dispute quatre rencontres, dont sa première titularisation en équipe nationale contre le Canada.
Puis, il ne joue qu'une rencontre avec l'Irlande en 2017 et deux en 2018.
C'est à partir de 2020 qu'il est sélectionné plus régulièrement et devient petit à petit le deuxième choix en tant que pilier droit derrière l'indéboulonnable Tadhg Furlong.
Il est sélectionné pour le Tournoi des Six Nations 2022, il prend part aux cinq rencontres de la compétition comme remplaçant. L'été suivant, il est retenu pour participer à la tournée en Nouvelle-Zélande, il est censé jouer le premier match de la série de tests mais le Covid-19 l'en empêche. Il prend part aux deux autres rencontres où l'Irlande s'impose les deux fois et remporte la série. Andy Farrell, le sélectionneur de l'Irlande, le retient pour les tests de novembre. Il prend part aux rencontres contre l'Afrique du Sud et l'Australie,.
Début janvier 2023, il est convoqué par Andy Farrell pour disputer le Tournoi des Six Nations. Après la blessure de Furlong, il commence le Tournoi comme titulaire contre le pays de Galles, l'Irlande s'impose largement 34-10 à l'extérieur. Il garde sa place de titulaire pour la journée suivante contre la France, il est a créditer d'une bonne performance sur le point personnel avec notamment une passe décisive pour son arrière Hugo Keenan qui marque un essai important, l'Irlande s'impose 32-19 et est en quête d'un potentiel Grand Chelem. Il dispute également la troisième journée en tant que titulaire contre l'Italie mais se blesse durant cette rencontre et déclare forfait pour la fin du Tournoi que son équipe remporte en réalisant le Grand Chelem. Après la compétition, il est retenu dans l'équipe-type du Tournoi. En mai suivant, il est retenu dans la pré-liste pour préparer la Coupe du monde 2023. Fin août, il fait partie du groupe final des 33 joueurs sélectionnés pour la compétition. Pendant la compétition, il joue quatre rencontres, toutes en tant que remplaçant de Tadhg Furlong, et voit son équipe être éliminée dès les quarts de finale par la Nouvelle-Zélande, mettant fin à leur série de dix-sept victoires consécutives.
En janvier 2024, il est sélectionné pour le Tournoi des Six Nations.
Début mai 2025, il est convoqué pour la tournée des Lions britanniques et irlandais en Australie. Il honore sa première sélection avec cette équipe face à l'Argentine le 20 juin suivant. 

## Statistiques

### En province
| Saison         | Club           | Compétition                               | Matchs | Points | Essais |
| -------------- | -------------- | ----------------------------------------- | ------ | ------ | ------ |
| 2013-2014      | Connacht       | Pro12                                     | 6      | -      | -      |
| 2014-2015      | Connacht       | Pro12                                     | 15     | -      | -      |
| 2014-2015      | Connacht       | Challenge européen                        | 4      | -      | -      |
| 2014-2015      | Connacht       | Barrage Coupe d'Europe/Challenge européen | 1      | -      | -      |
| 2015-2016      | Connacht       | Pro12                                     | 24     | 5      | 1      |
| 2015-2016      | Connacht       | Challenge européen                        | 7      | -      | -      |
| 2016-2017      | Connacht       | Pro12                                     | 19     | 5      | 1      |
| 2016-2017      | Connacht       | Coupe d'Europe                            | 7      | 5      | 1      |
| 2017-2018      | Connacht       | Pro14                                     | 19     | 20     | 4      |
| 2017-2018      | Connacht       | Challenge européen                        | 4      | -      | -      |
| 2018-2019      | Connacht       | Pro14                                     | 16     | 10     | 2      |
| 2018-2019      | Connacht       | Challenge européen                        | 5      | 5      | 1      |
| 2019-2020      | Connacht       | Pro14                                     | 11     | 10     | 2      |
| 2019-2020      | Connacht       | Coupe d'Europe                            | 4      | -      | -      |
| 2020-2021      | Connacht       | Pro14                                     | 10     | 5      | 1      |
| 2020-2021      | Connacht       | Coupe d'Europe                            | 2      | -      | -      |
| 2020-2021      | Connacht       | Challenge européen                        | 1      | -      | -      |
| 2020-2021      | Connacht       | Pro14 Rainbow Cup                         | 4      | -      | -      |
| 2021-2022      | Connacht       | United Rugby Championship                 | 11     | -      | -      |
| 2021-2022      | Connacht       | Coupe d'Europe                            | 4      | -      | -      |
| 2022-2023      | Connacht       | United Rugby Championship                 | 13     | 10     | 2      |
| 2022-2023      | Connacht       | Challenge Cup                             | 2      | 20     | 4      |
| 2023-2024      | Connacht       | United Rugby Championship                 | 5      | -      | -      |
| 2023-2024      | Connacht       | Champions Cup                             | 3      | -      | -      |
| Total Connacht | Total Connacht | Total Connacht                            | 197    | 95     | 19     |

### En équipe nationale
Au 13 mars 2025, Finlay Bealham compte 50 capes avec l'Irlande, dont 18 en tant que titulaire, depuis sa première sélection le 12 mars 2016 à Lansdowne Road face à l'Italie. Il inscrit trois essais, 15 points.
Il participe à cinq éditions du Tournoi des Six Nations, depuis 2016.
Il participe également à une édition de la Coupe du monde en 2023, il prend part à quatre rencontres en tant que remplaçant.

## Palmarès

### Avec le Connacht
- Vainqueur du Pro12 en 2016.

### En sélection nationale
- Vainqueur de la Triple couronne en 2022 et 2023 avec l'équipe d'Irlande.
- Vainqueur du Tournoi des Six Nations en 2023 (Grand Chelem) et 2024 avec l'équipe d'Irlande.

#### Tournoi des Six Nations
| Édition          | Rang | Résultats Irlande | Résultats Bealham | Matchs Bealham |
| ---------------- | ---- | ----------------- | ----------------- | -------------- |
| Six Nations 2016 | 3e   | 2 v, 1 n, 2 d     | 1 v, 0 n, 0 d     | 1/5            |
| Six Nations 2020 | 3e   | 3 v, 0 n, 2 d     | 1 v, 0 n, 1 d     | 2/5            |
| Six Nations 2022 | 2d   | 4 v, 0 n, 1 d     | 4 v, 0 n, 1 d     | 5/5            |
| Six Nations 2023 | 1er  | 5 v, 0 n, 0 d     | 3 v, 0 n, 0 d     | 3/5            |

Légende : v = victoire ; n = match nul ; d = défaite ; la ligne est en gras quand il y a Grand Chelem.

### Distinctions personnelles
- Membre de l'équipe-type du Tournoi des Six Nations en 2023.
- Membre de l'équipe-type du United Rugby Championship en 2023.